# 拉斐尔 (天使)
拉斐尔，（希伯来语：רָפָאֵל，Rāp̄āʾēl），天主教通译为辣法耳、辣法额爾、辣法厄爾，東正教譯為拉法伊爾，伊斯蘭教譯為伊斯拉菲勒(阿拉伯语：إِسْـرَافِـيْـل，Isrāfīl或رافائيل，Rāfāʾīl），名稱意為“神治癒了”。
是猶太教、基督教（含天主教、東正教、一些新教教派）及伊斯蘭教信仰中一位天使長的名字。據傳祂行使一切治癒的神迹。
由於拉斐爾是操使治癒術的天使，和蛇的形象便有了牽連。拉斐爾為第二天的支配天使、力天使的君主、伊甸園生命之樹的守護者、經常站在神的御座前的七名天使之一。
拉斐爾的傳說極其紛亂，祂既是大天使，又是力天使，卻有熾天使的六翼，又同時屬於智天使、主天使、能天使三位階。
拉斐爾的形象一直都是幸福的，治療的不僅是人的身體，還包括人的信仰，除了治癒人的疾苦，還傳授挪亞建造方舟的知識與技巧。

## 猶太教中的拉斐爾

### 《以諾書》
《以諾書》10:5-7描寫拉斐爾束縛阿撒瀉勒。

## 天主教中的拉斐爾
拉斐爾出現在天主教會和東正教會列為正典的《多俾亞傳》第五章。他喬裝為一名為阿匝黎雅的青年，幫助了托彼特之子多俾亞驅趕附在辣古耳的女兒撒拉身上的惡魔，使得多俾亞順利的娶了撒拉。
他也以魚膽醫治陰陽眼。被視為侍立在天主台前的七位總領天使之一。
有時他會被描繪成站立在大魚之上，或拿著末端釣著魚的釣絲的景象。

### 瞻禮
公教會中他的瞻禮第一次是在1921年10月24日。而後由於在1969年的聖人曆改革，將日期改成與其他天使長彌額爾（米迦勒）及加俾額爾（加百列）同在9月29日慶祝。

## 伊斯蘭教中的拉斐爾

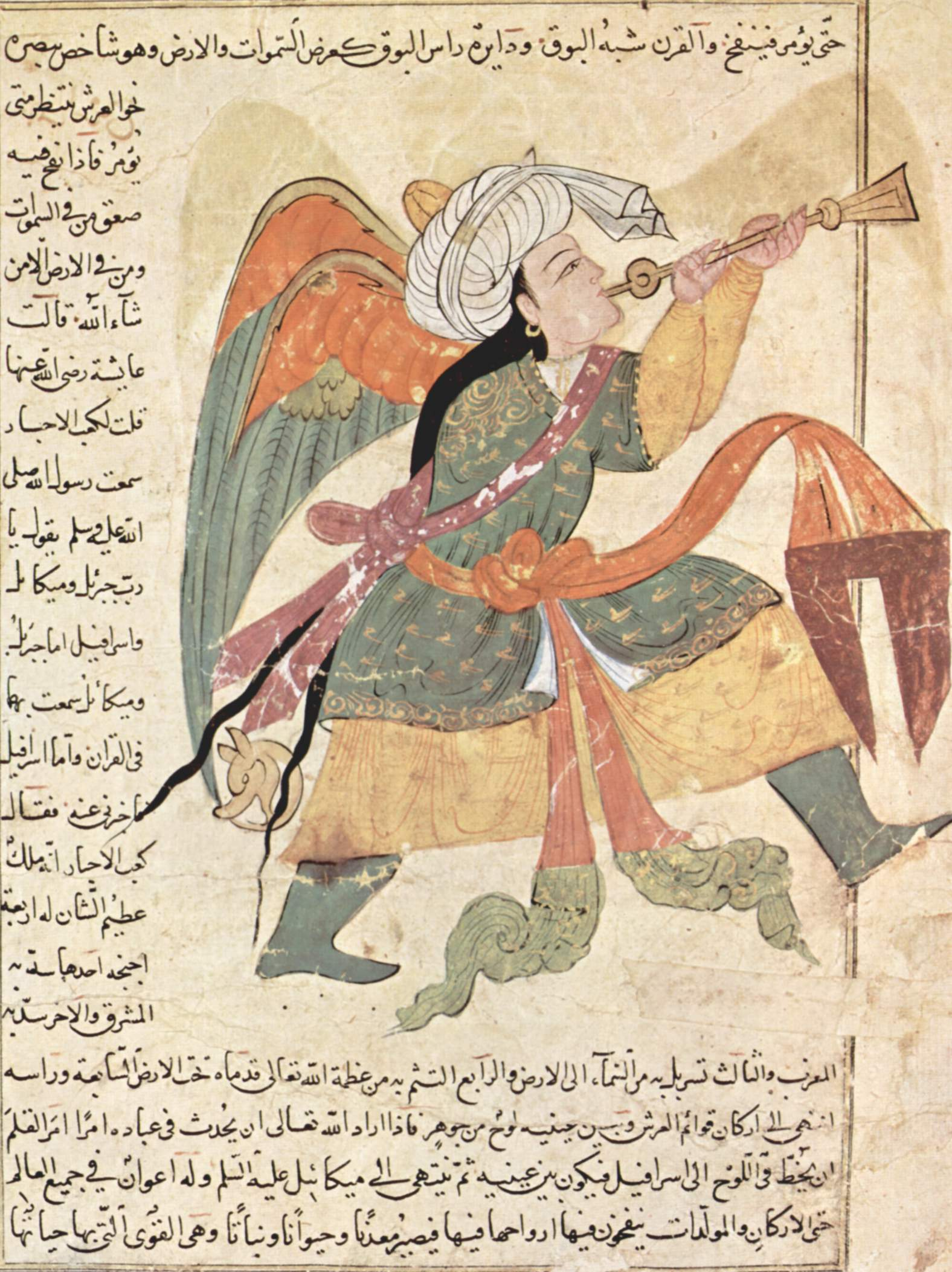
伊斯拉菲勒(阿拉伯语：إِسْـرَافِـيْـل，拼写：Isrāfīl）

聖訓中提到伊斯拉菲勒（拉斐尔）是負責吹奏末日號角的天使。

## 摩尼教中的拉斐爾
在福建省霞浦縣發現了一批摩尼教文獻，統稱「霞浦文書」。這批文獻中的《興福祖慶誕科》裡有一段「請護法文」列出的摩尼教四梵天王（四大天使）的閩語譯名：嚧嚩逸囉對應拉斐爾，彌訶逸囉對應米迦勒，㗼嚩囉逸囉對應加百列，娑囉逸囉對應沙利葉。

## 天使学和神秘学中的拉斐尔
在占星學或神秘學中，拉斐爾是軒轅十四的守護者，代表四大元素中的風。

## 大眾文化
- 輕小說《約會大作戰》——精靈〈狂戰士〉八舞的天使〈颶風騎士〉。
- 動漫《廢天使加百列》-加百列在天使學校的同級生，以學年成績第二名畢業，班級是加百列的隔壁班，主角群中唯一不同班級的人。
- 輕小說《關於我轉生變成史萊姆這檔事》——主角利姆路・坦派斯特進化成魔王後持有的究極技能之一 智慧之王。
- 輕小說《某魔法禁書目錄》-神之右席的左方之地所像徵的天使
- 遊戲 Obey Me! 中的角色天使-拉斐爾
- 影集〈好預兆〉的主角之一